# Grand Prix de la Somme 2010
Il Grand Prix de la Somme 2010, venticinquesima edizione della corsa e valido come evento dell'UCI Europe Tour 2010 categoria 1.1, si svolse il 17 settembre 2010 su un percorso di 191 km. Fu vinto dallo svizzero Martin Elmiger, che terminò la gara in 4h38'38", alla media di 41,12 km/h.
Al traguardo giunsero 104 ciclisti.

## Ordine d'arrivo (Top 10)
| Pos. | Corridore         | Squadra       | Tempo    |
| ---- | ----------------- | ------------- | -------- |
| 1    | Martin Elmiger    | AG2R La Mon.  | 4h38'38" |
| 2    | Michael Stevenson | Sparebanken   | s.t.     |
| 3    | Anthony Ravard    | AG2R La Mon.  | a 6"     |
| 4    | Cédric Pineau     | Roubaix       | s.t.     |
| 5    | Benoît Vaugrenard | FDJ           | s.t.     |
| 6    | Kevyn Ista        | Cofidis       | s.t.     |
| 7    | Yukiya Arashiro   | Bouygues Tel. | s.t.     |
| 8    | Florian Vachon    | Bretagne      | s.t.     |
| 9    | Romain Lemarchand | BigMat        | s.t.     |
| 10   | Jimmy Casper      | Saur-Sojasun  | a 8"     |